# 3 avril 1992
Le vendredi 3 avril 1992 est le 94e jour de l'année 1992.

## Naissances
- Dylan De Belder, footballeur belge
- Juan Cazares, footballeur équatorien
- Yuliya Efimova, nageuse russe
- Ana Bjelica, joueuse serbe de volley-ball
- Camille Rassinoux, joueuse de handball française
- Simone Benedetti, footballeur italien
- Simon Hirsch, joueur allemand de volley-ball
- Isabela Paquiardi, joueuse brésilienne de volley-ball
- Emile Erasmus, athlète sud-africain
- Aeriél Miranda, actrice américaine
- Michał Chrapek, footballeur polonais
- Blake Swihart, receveur des Red Sox de Boston de la Ligue majeure de baseball

## Décès
- Roger Kindt (né le 18 septembre 1945), coureur cycliste belge
- Karl Tunberg (né le 11 mars 1907), scénariste et producteur américain
- Lee Byeng-Ju (né le 16 mars 1921), écrivain sud-coréen

## Autres événements
- Le Gouvernement Vranitzky III est remanié
- Etablissement officiel des relations entre l'Arménie et la Russie
- Kastriot Islami devient président par intérim en Albanie, pendant 3 jours
- Découverte de : 
  - (37601) Vicjen
  - (11072) Hiraoka
  - (6914) Becquerel
- Régis Deroudilhe est élu président du conseil départemental de Vaucluse
- Première du film The Player
- Sortie américaine du film Beethoven
- Début du mandat des députés du Parlement de Catalogne